# 2001 en rugby à XV
Cette page présente les faits marquants de l'année 2001 en rugby à XV : les principales compétitions et évènements liés au rugby à XV et rugby à sept ainsi que les décès de grandes personnalités de ces sports.

## Événements

### Mars
- Tournoi des Six Nations

### Avril
- 7 avril. Le XV d'Angleterre gagne le Tournoi des Six Nations[1].
  - Article détaillé : Tournoi des six nations 2001

### Mai
- 19 mai, Coupe d'Europe : Leicester Tigers (Angleterre) remporte la Coupe d'Europe en s'imposant en finale le Stade français (France) 34-30.
- 20 mai, Bouclier européen : Harlequins (Londres) (Angleterre) 42-33 RC Narbonne (France).
- ? mai : vingt-cinquième édition de la Coupe Ibérique. Les Espagnols du UCM Canoe l'emportent 26-11 face aux Portugais du GD Direito, glanant ainsi leur troisième titre dans la compétition.

### Juin
- 9 juin : le Stade toulousain est champion de France en s'imposant en finale face à l'AS Montferrand, 34-22[2].

## Principaux décès
- 19 avril : Robert Paparemborde (France, Rugby à XV) à 52 ans[3].